# Carlux
 Carlux  ist eine französische Gemeinde mit 655 Einwohnern (Stand 1. Januar 2022) im Département Dordogne in der Region Nouvelle-Aquitaine; sie gehört zum Arrondissement Sarlat-la-Canéda und zum Kanton Terrasson-Lavilledieu.
Nachbargemeinden von Carlux sind Pechs-de-l’Espérance im Nordosten und Osten, Saint-Julien-de-Lampon im Südosten, Calviac-en-Périgord im Südwesten, Prats-de-Carlux im Westen und Simeyrols im Nordwesten.

## Bevölkerungsentwicklung
| Jahr      | 1962 | 1968 | 1975 | 1982 | 1990 | 1999 | 2008 | 2016 |
| Einwohner | 535  | 549  | 514  | 565  | 594  | 624  | 644  | 628  |

## Sehenswürdigkeiten
- Burgruine Carlux (Monument historique)
- Schloss Rouffillac
- Kirche Sainte-Catherine
- gotischer Kamin (14. Jahrhundert, Monument historique)

## Persönlichkeiten
- Pierre Arpaillange (1924–2017), Jurist, Justizminister und Autor